# Holomelina trimaculosa
Holomelina trimaculosa là một loài bướm đêm thuộc phân họ Arctiinae, họ Erebidae.